# Afzelia martabanica
Afzelia martabanica är en ärtväxtart som först beskrevs av David Prain, och fick sitt nu gällande namn av J.Leonard. Afzelia martabanica ingår i släktet Afzelia och familjen ärtväxter. Inga underarter finns listade i Catalogue of Life.